# Ger (Altos Pirineos)
Ger es una población y comuna francesa, situada en la región de Mediodía-Pirineos, departamento de Altos Pirineos, en el distrito de Argelès-Gazost y cantón de Lourdes-Est.

## Demografía
| 147                       | 106 | 157 | 125 | 142 | 199 | 190 | 213 | 190 | 188 | 173 | 205 | 223 | 210 | 211 | 216 | 202 | 182 | 189 | 190 | 191 | 171 | 164 | 152 | 151 | 143 | 136 | 113 | 117 | 125 | 130 | 118 | 128 | 165 | 170 |
| (Fuente: INSEE y Cassini) |     |     |     |     |     |     |     |     |     |     |     |     |     |     |     |     |     |     |     |     |     |     |     |     |     |     |     |     |     |     |     |     |     |     |

## Lugares y monumentos
- église san-Gil, construida de allí 1870, en el emplazamiento de una iglesia, más antigua y fuertemente dañada por un terremoto.
- Fuente (de piedra) en la plaza del pueblo, alimentada por uno fuente de agua potable.
- Una lavandería de piedra, recientemente restaurada.

## Personalidades vinculadas al municipio
- René Billères (1910 - 2004), político, ministro de la IV República Dominicana, nació en Ger.